# Vernon (Arizona)
Vernon es un lugar designado por el censo ubicado en el condado de Apache en el estado estadounidense de Arizona. En el Censo de 2010 tenía una población de 122 habitantes y una densidad poblacional de 133,46 personas por km².

## Geografía
Vernon se encuentra ubicado en las coordenadas 34°14′52″N 109°41′24″O / 34.24778, -109.69000. Según la Oficina del Censo de los Estados Unidos, Vernon tiene una superficie total de 1.47 km², de la cual 1.47 km² corresponden a tierra firme y (0.35%) 0.01 km² es agua.

## Demografía
Según el censo de 2010, había 122 personas residiendo en Vernon. La densidad de población era de 133,46 hab./km². De los 122 habitantes, Vernon estaba compuesto por el 86.07% blancos, el 0% eran afroamericanos, el 9.02% eran amerindios, el 0.82% eran asiáticos, el 0% eran isleños del Pacífico, el 1.64% eran de otras razas y el 2.46% pertenecían a dos o más razas. Del total de la población el 2.46% eran hispanos o latinos de cualquier raza.